# Katastrofa lotu China Airlines 811
Katastrofa lotu China Airlines 811 – katastrofa lotnicza, która wydarzyła się 27 lutego 1980 roku w porcie lotniczym w Manili na Filipinach. Samolot Boeing 707-309C linii China Airlines przyziemił przed progiem pasa startowego, co spowodowało pożar. W wypadku zginęły 2 osoby.

## Przebieg i przyczyny wypadku
Samolotem, który uległ wypadkowi, był wyprodukowany w 1969 roku Boeing 707-309C należący do narodowych linii lotniczych Tajwanu - China Airlines, posiadający numery rejestracyjne B-1826. Samolot odbywał regularny rejs na trasie Tajpej-Manila. Podczas podejścia do lądowania w porcie lotniczym w Manili samolot zszedł poniżej ścieżki schodzenia, a następnie przyziemił 50 metrów przed progiem pasa startowego. W wyniku zderzenia z ziemią od skrzydła oderwały się dwa silniki, a następnie samolot zatrzymał się stając w płomieniach. W wyniku zdarzenia zginęły 2 osoby, 51 zostało rannych.
Przyczyną wypadku była niewłaściwa koordynacja załogi na podejściu końcowym, która nie przestrzegała procedur z listy kontrolnej oraz zejście poniżej ścieżki schodzenia do lotniska. 